# Calamaria boesemani
Calamaria boesemani — вид змій родини полозових (Colubridae). Ендемік Індонезії.

## Поширення і екологія
Calamaria boesemani відомі за типовим зразком, зібраним на сході острова Сулавесі. Вони живуть в тропічних лісах.